# مرنبرگ
مرنبرگ (به آلمانی: Merenberg) یک منطقهٔ مسکونی در آلمان است که در لیمبرگ-وایلبورگ واقع شده‌است. مرنبرگ ۳٬۴۲۸ نفر جمعیت دارد.